# Andy Serkis
Andrew Clement "Andy" Serkis, född 20 april 1964 i Ruislip i västra London, är en brittisk skådespelare, röstskådespelare, regissör och författare. Han är specialiserad inom skådespel och röstskådespel med animationstekniken motion capture.
Serkis är mest känd för att genom sin röst och rörelse ge liv till den datoranimerade Gollum i filmtrilogin om Härskarringen samt i Hobbit: En oväntad resa. Regissören Peter Jackson blev tillräckligt nöjd med rollprestationen att han gav Andy Serkis rollen som ytterligare en datoranimerad karaktär, närmare bestämt King Kong i filmen med samma namn. Serkins spelade Vincent van Gogh i Simon Schamas Power of Art för PBS 2007. Han spelade rollen Kapten Haddock i filmen Tintins äventyr från 2011, som var producerad av Peter Jackson. Han spelade även den ledande rollen som Caesar i den senaste "Apornas Planet" trilogin som också kom ut 2011. Andy spelade också Supreme Leader Snoke i Star Wars: Episod VII – The Force Awakens (2015) och Star Wars: Episod VIII – The Last Jedi (2017).
Serkis far är en etnisk armenier som växte upp i Irak.

## Filmografi

### Filmer
| År   | Titel                                   | Roll                                     | Noter |
| ---- | --------------------------------------- | ---------------------------------------- | --- |
| 1994 | Prinsen av Jylland                      | Torsten                                  | |
| 1995 | Överst på dödslistan                    | Bunny                                    | |
| 1996 | Stella Does Tricks                      | Fitz                                     | |
| 1997 | Mojo                                    | Potts                                    | |
| 1997 | Flickor i karriären                     | Nick Evans                               | |
| 1997 | Loop                                    | Bill                                     | |
| 1998 | The Tale of Sweety Barrett              | Leo King                                 | |
| 1998 | Among Giants                            | Bob                                      | |
| 1998 | Clueless                                | David                                    | Kortfilm |
| 1998 | Insomnia                                | Harry                                    | Kortfilm |
| 1999 | Topsy-Turvy                             | John D'Auban                             | |
| 1999 | Five Seconds to Spare                   | Chester                                  | |
| 2000 | Jump                                    | Shaun                                    | |
| 2000 | Arabian Nights                          | Kasim                                    | |
| 2000 | Shiner                                  | Mel                                      | |
| 2000 | Pandaemonium                            | John Thelwall                            | |
| 2000 | The Jolly Boys' Last Stand              | Spider                                   | |
| 2001 | Sagan om ringen                         | Sméagol/Gollum och Häxmästaren av Angmar | Phoenix Film Critics Society Award for Best Cast Nominerad - Screen Actors Guild Award for Outstanding Performance by a Cast in a Motion Picture |
| 2002 | Sagan om de två tornen                  | Sméagol/Gollum och Snaga                 | Broadcast Film Critics Association Award for Best Digital Acting Performance MTV Movie Award for Best On-Screen Duo (delad med Sean Astin och Elijah Wood) MTV Movie Award for Best Virtual Performance Online Film Critics Society Award for Best Cast Phoenix Film Critics Society Award for Best Cast Saturn Award for Best Supporting Actor Nominerad - Empire Award for Best British Actor Nominerad - Online Film Critics Society Award for Best Supporting Actor Nominerad - Screen Actors Guild Award for Outstanding Performance by a Cast in a Motion Picture |
| 2002 | The Escapist                            | Ricky Barnes                             | |
| 2002 | Deathwatch                              | Pvt. Thomas Quinn                        | |
| 2002 | 24 Hour Party People                    | Martin Hannett                           | |
| 2003 | Sagan om konungens återkomst            | Sméagol/Gollum                           | Spelar som Häxmästaren i filmens Extended Edition Empire Award for Best British Actor National Board of Review Award for Best Cast Screen Actors Guild Award for Outstanding Performance by a Cast in a Motion Picture Nominerad - Chicago Film Critics Association Award for Best Supporting Actor Nominerad - Online Film Critics Society Award for Best Supporting Actor Nominerad - Phoenix Film Critics Society Award for Best Cast Nominerad - Saturn Award for Best Supporting Actor                                                                             |
| 2004 | Blessed                                 | Fader Carlo                              | |
| 2004 | 13 snart 30                             | Richard Kneeland                         | |
| 2004 | Standing Room Only                      | Granny, Rastafarian och Hunter Jackson   | |
| 2005 | King Kong                               | King Kong och Lumpy the Cook             | Utah Film Critics Association Award for Best Supporting Actor Special Citation hos Toronto Film Critics Association Awards Nominerad - MTV Movie Award for Best Fight |
| 2005 | Stories of Lost Souls                   | Granny, Rastafarian och Hunter Jackson   | |
| 2006 | Extraordinary Rendition                 | Lead Interrogator                        | |
| 2006 | Longford                                | Ian Brady                                | Nominerad - BAFTA Award for Best Actor Nominerad - Golden Globe Award for Best Supporting Actor - Series, Miniseries or Television Film |
| 2006 | Stormbreaker                            | Mr. Grin                                 | |
| 2006 | The Prestige                            | Mr. Alley                                | |
| 2006 | Bortspolad                              | Spike                                    | Röstroll |
| 2007 | Muybridge                               | Erickson                                 | |
| 2007 | Sugarhouse                              | Hoodwink                                 | |
| 2008 | The Cottage                             | David                                    | |
| 2008 | Bläckhjärta                             | Capricorn                                | |
| 2009 | Sex & Drugs & Rock & Roll               | Ian Dury                                 | Inspiration Award Evening Standard British Film Award for Best Actor Nominerad - BIFA Award for Best Performance by an Actor in a British Independent Film |
| 2010 | Burke and Hare                          | William Hare                             | |
| 2010 | Death of a Superhero                    | Dr. Adrian King                          | |
| 2010 | Savannens hjältar                       | Charles                                  | Engelska dubbningen |
| 2011 | Brighton Rock                           | Mr. Colleoni                             | |
| 2011 | Apornas planet: (r)Evolution            | Caesar                                   | Saturn Award for Best Supporting Actor Nominerad - Broadcast Film Critics Association Award for Best Supporting Actor Nominerad - Empire Award for Best Actor Nominerad - Houston Film Critics Award for Best Supporting Actor Nominerad - San Diego Film Critics Society Award for Best Supporting Actor Nominerad - Satellite Award for Best Supporting Actor - Motion Picture Nominerad - Washington D.C. Area Film Critics Association Award for Best Supporting Actor                                                                                              |
| 2011 | Arthur och julklappsrushen              | General alv                              | |
| 2011 | Tintins äventyr: Enhörningens hemlighet | Kapten Haddock och Sir Francis Haddock   | |
| 2012 | Wild Bill                               | Glen                                     | |
| 2012 | Hobbit: En oväntad resa                 | Sméagol/Gollum                           | Även medregissör |
| 2012 | The Spider                              | Everett                                  | |
| 2013 | Hobbit: Smaugs ödemark                  | -                                        | Endast medregissör |
| 2014 | Godzilla                                | -                                        | Endast motion capture konsult |
| 2014 | Apornas planet: Uppgörelsen             | Caesar                                   | |
| 2014 | Hobbit: Femhäraslaget                   | -                                        | Endast medregissör |
| 2015 | Avengers: Age of Ultron                 | Ulysses Klaw                             | Även motion capture konsult |
| 2015 | Star Wars: The Force Awakens            | Supreme Leader Snoke                     | |
| 2017 | Apornas planet: Striden                 | Caesar                                   | |
| 2017 | Breathe                                 | -                                        | Endast regissör |
| 2017 | Star Wars: The Last Jedi                | Supreme Leader Snoke                     | |
| 2018 | Black Panther                           | Ulysses Klaw                             | |
| 2018 | Mowgli: Legend of the Jungle            | Baloo                                    | Även regissör |
| 2022 | The Batman                              | Alfred Pennyworth                        | |
| 2023 | Luther: The Fallen Sun                  | David Robey                              | |
| 2026 | The Batman Part II                      | Alfred Pennyworth                        | |

### TV
| År   | Titel                                  | Roll              | Noter |
| ---- | -------------------------------------- | ----------------- | --- |
| 1989 | Parlamentets svarta får                | Peter Moran       | |
| 1989 | Morris Minor and his Marvellous Motors | Sparky Plugg      | |
| 1989 | Streetwise                             | Owen              | |
| 1992 | Majs ljuva knoppar                     | Greville          | Avsnitt: "Le Grande Weekend" |
| 1993 | Pie in the Sky                         | Maxwell           | Avsnitt: "Passion Fruit Fool" |
| 1994 | Finney                                 | Tom               | |
| 1994 | Grushko                                | Pyotr             | |
| 1997 | Den gula hästen                        | Sergeant Corrigan | |
| 1998 | The Jump                               | Steven Brunos     | |
| 1999 | Oliver Twist                           | Bill Sikes        | |
| 1999 | Shooting the Past                      | Styeman           | |
| 1999 | Touching Evil III                      | Michael Lawler    | |
| 2000 | Arabian Nights                         | Kasim             | |
| 2004 | Spooks                                 | Riff              | Avsnitt: "Celebrity" |
| 2004 | Simpsons                               | Cleanie           | Avsnitt: "Dude, Where's My Ranch?" |
| 2006 | Simon Schama's Power of Art            | Vincent van Gogh  | Avsnitt: "Van Gogh: Wheat Field with Crows" |
| 2007 | Monkey Life                            | Berättaren        | |
| 2008 | Einstein and Eddington                 | Albert Einstein   | |
| 2008 | Little Dorrit                          | Rigaud            | Nominerad - Primetime Emmy Award for Outstanding Supporting Actor in a Miniseries or a Movie Nominerad - Satellite Award for Best Supporting Actor - Series, Miniseries or Television Film |
| 2009 | The Screwtape Letters                  | Screwtape         | |
| 2010 | Accused                                | Liam              | |
| 2022 | Andor                                  | Kino Loy          | |

### Datorspel
| År   | Titel                                         | Roll                                     | Noter                    |
| ---- | --------------------------------------------- | ---------------------------------------- | ------------------------ |
| 2002 | The Lord of the Rings: The Two Towers         | Sméagol/Gollum                           | Arkivmaterial            |
| 2003 | The Lord of the Rings: The Return of the King | Sméagol/Gollum                           | Arkivmaterial            |
| 2004 | Slaget om Midgård – Härskarringen             | Sméagol/Gollum och Häxmästaren av Angmar |                          |
| 2005 | King Kong: The Official Game of the Movie     | Lumpy                                    |                          |
| 2006 | Ringarnas Herre: Slaget om Midgård II         | Gollum/Häxmästaren av Angmar             | Arkivmaterial            |
| 2007 | Heavenly Sword                                | King Bohan                               | Regissör; motion capture |
| 2009 | Risen                                         | The Inquisitor                           |                          |
| 2010 | Enslaved: Odyssey to the West                 | Monkey / The Pyramid                     | Motion capture           |
| 2012 | Lego The Lord of the Rings                    | Sméagol/Gollum                           | Arkivmaterial            |
| 2014 | Lego The Hobbit                               | Sméagol/Gollum                           | Arkivmaterial            |
| 2025 | Clair Obscur: Expedition 33                   | Renoir                                   |                          |